# روبي كين

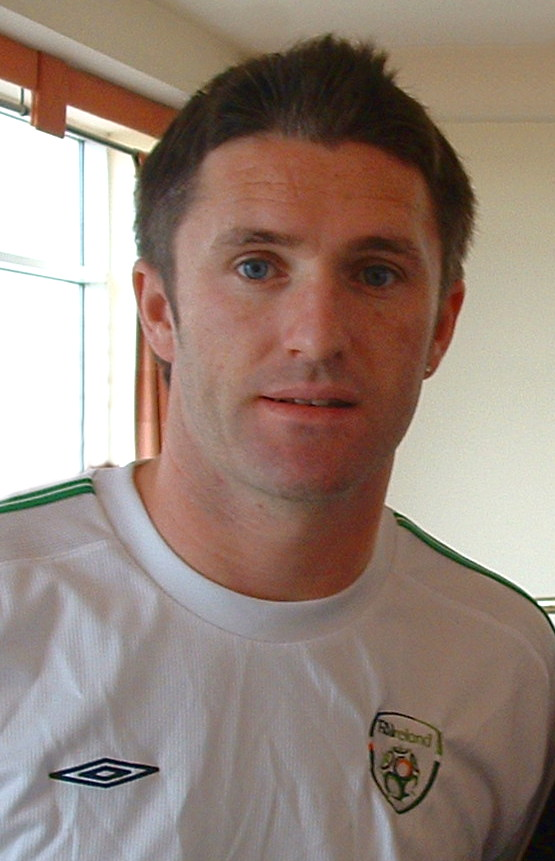
روبي كين عام 2014

روبرت ديفيد كين (بالإنجليزية: Robbie Keane)‏: لاعب كرة قدم إيرلندي سابق، ومدرب فرقة مكابي تل ابيب، من مواليد 8 يوليو 1980 في دبلن في إيرلندا. يجيد اللعب في مركز الهجوم حيث لعب ل‍وولفرهامبتون واندررز، كوفنتري سيتي، ليدز يونايتد، توتنهام هوتسبر، ليفربول، سلتيك، وست هام يونايتد، لوس أنجلوس غالاكسي، أستون فيلا و‌أتلتيكو كلكتا واعتزل عام 2018.
بدأ مسيرته الكروية مع نادي وولفرهامبتون واندرز الإنجليزي في عام 1997، ولعب معهم حتى عام 1999، وشارك معهم في 74 مباراة وسجل 24 هدف، وفي موسم 1999/2000 انتقل إلى نادي كوفنتري سيتي الإنجليزي، ولعب معهم 31 مباراة وسجل 12 هدف، وفي موسم 2000/2001 انتقل إلى نادي إنتر ميلان الإيطالي، ولعب معه 6 مباريات، وفي موسم 2000/2001 أعير إلى نادي ليدز يونايتد الإنجليزي، ولعب معهم 18 مباراة وسجل 9 أهداف، وفي موسم 2001/2002 انتقل إلى نادي ليدز يونايتد الإنجليزي، ولعب معهم 28 مباراة وسجل 4 أهداف، وانتقل عام 2002 إلى توتنهام الإنجليزي وحقق نجاحات مبهرة لفتت إليه أنظار نادي ليفربول لينضم بعد ذلك للنادي بصفقة قدرت بـ 36 مليون يورو.
و قد بدأ باللعب مع المنتخب الأيرلندي في عام 1998 حتى عام 2016 ويعتبر الهداف التاريخي للمنتخب برصيد 68 هدف وأيضاً أكثر اللاعبيين مشاركة مع المنتخب برصيد 146 مباراة.

## نشأته
ولد روبرت ديفيد كين ونشأ في تالاغت، دبلن، ابن آن وروبرت كين. بدأ مسيرته الكروية مع نادي Fettercairn المحلي قبل أن ينضم إلى فريق تلميذ دبلن كروملين يونايتد في سن العاشرة، حيث شوهدت موهبته والتعرف عليها في سن مبكرة. كما لعب كرة القدم الغيلية حتى بلغ 15 عامًا، قبل التخلي عنها لمتابعة مسيرة كرة القدم. تلقى كين عروضا من كل من ليفربول وولفرهامبتون واندررز، لكنه قرر الانتقال إلى فريق الدرجة الأولى، معتبرًا أنه سيكون من الصعب اقتحام الفريق الأول في ليفربول. انتقل إلى ولفرهامبتون قبل أربعة أيام من عيد ميلاده السادس عشر في يوليو 1996، وانضمّ إلى فريق الشباب.

## مسيرته مع الأندية

### ولفرهامبتون واندررز
تقدم كين من خلال صفوف شباب ولفرهامبتون وظهر لأول مرة في سن 17 في 9 أغسطس 1997، وسجل هدفين ضد نورويتش سيتي. في الموسم التالي برع في النادي، وحصل على إشادة كل من الصحافة ومدير ولفرهامبتون كولين لي. ذهب ليكون هداف النادي، برصيد 16 هدفا في موسم 1998-99. اجتذبت أداء كين وسجل الأهداف مع كل من ولفرهامبتون ومنتخب بلاده اهتمامًا كبيرًا من الأندية الكبيرة، وبدا أن تحرك المهاجم الشاب وشيك بالنظر إلى موارد ولفرهامبتون المالية. ومع ذلك، مع بقاء ثلاث سنوات على عقده، سعى وولفز للحصول على سعر مرتفع لنجمهم الأيرلندي، وصرح المدير العام جون ريتشاردز بتردده في بيع كين ما لم يتم الوفاء بالسعر المطلوب.
بعد موسم أول مثير للإعجاب في الدوري الإنجليزي الممتاز، وقع كين من قبل نادي إنتر ميلان الإيطالي مقابل 13 جنيهًا إسترلينيًا مليون في يوليو 2000، توقيع عقد لمدة خمس سنوات. ومع ذلك، سرعان ما توتر حلم كين بالانتقال إلى إيطاليا عندما أقيل المدير الفني مارسيلو ليبي . اعتبر خليفة ليبي، ماركو تارديلي، أن كين فائض عن المتطلبات وفي ديسمبر 2000، تمت إعارته إلى ليدز يونايتد. خاض كين 14 مباراة مع إنتر في جميع المسابقات وسجل ثلاثة أهداف، وكان أكثرها لا يُنسى بعد دقيقتين من مباراة كأس السوبر الإيطالي ضد لاتسيو . كما سجل ضد روش تشورزو في كأس الاتحاد الأوروبي وليتشي في كأس إيطاليا.

### ليدز يونايتد
بدأت مسيرته في ليدز بداية رائعة، حيث سجل تسعة أهداف في 14 بداية للنادي قبل أن يجعل مدير ليدز، ديفيد أوليري، عقد إعارته دائمًا في مايو 2001 بتكلفة قدرها 12 مليون جنيه استرليني. لم يكن الموسم التالي مشرقًا جدًا، ووجد نفسه يسقط ترتيب النقر. تأثرت مستواه ولم يسجل سوى تسعة أهداف في 33 مباراة، ثلاثة منهم في الفوز 6-0 بكأس رابطة الأندية الإنجليزية في ليستر سيتي في 9 أكتوبر 2001.
في هذه الأثناء، غرقت ليدز أكثر في الديون واضطر إلى بيع العديد من اللاعبين وانضم كين إلى الهجرة الجماعية عندما تم بيعه إلى توتنهام هوتسبير قبل الموعد النهائي للانتقال مقابل رسوم قدرها 7 مليون جنيه استرليني.

### توتنهام هوتسبر

#### 2002-2005
عند توقيعه مع توتنهام، قال المدير جلين هودل إن كين كان مناسبًا بشكل مثالي لتوتنهام ويمكن أن يجعل وايت هارت لين "منزله الروحي" لسنوات قادمة. قدم كين ظهورًا مثيرًا للإعجاب في توتنهام، حيث فاز من ركلة جزاء خلال الفوز 3-2 على وست هام يونايتد . جاء هدف كين الأول لتوتنهام في الفوز 2-1 على بلاكبيرن روفرز في إيوود بارك . على الرغم من أن توتنهام انتهى في المركز العاشر المخيب للآمال، إلا أن كين كانت قصة نجاحه هذا الموسم، حيث أنهى لقب هدافي توتنهام برصيد 13 هدفًا، بما في ذلك ثلاثية مذهلة في الفوز على إيفرتون على ملعب وايت هارت لين.
في موسم 2003-2004، كافح توتنهام مع الهبوط، لكن أهداف كين لعبت دورًا رئيسيًا في المساعدة في تأمين مكانة توتنهام في الدوري الممتاز. ثلاثية ضد ولفرهامبتون، وركلة جزاء في الدقيقة الأخيرة للتعادل في ديربي شمال لندن ضد أرسنال، على الرغم من فوز أرسنال بالدوري الإنجليزي الممتاز في توتنهام، كان أبرز ما كان كين مرة أخرى أنهى الموسم بصدارة هدافي توتنهام برصيد 16 هدفًا، 14 هدفًا في الدوري.
كان موسمه الثالث، 2004-2005، أكثر إحباطًا. على الرغم من أنه حقق أعلى عائد للأهداف في موسم واحد مع توتنهام، 17 عامًا، إلا أنه لعب دور ثانوي لأمثال جيرمين ديفو وفريديريك كانوتي وميدو في معظم هذا الموسم. بلغ الإحباط ذروته عندما اقتحم كين من المخبأ قرب نهاية المباراة ضد برمنغهام سيتي في أبريل 2005 بعد استخدام جميع البدائل، مما يعني أنه لن يحصل على فرصة للظهور. تم تغريمه 10000 جنيه إسترليني وأجبر على التدرب مع الاحتياط بعد الغضب وأصبح مستقبله في النادي موضع شك.
بدأ موسم 2005-06 مع انتهاء الموسم السابق، مع تفضيل ديفو لشريك ميدو في قوة هجوم توتنهام. ومع ذلك، استمر معدل ضربات ديفو في الإحباط، وأتى مثابرة كين بثمارها في نوفمبر عندما أعطى المدير مارتن جول في النهاية فرصة لكين ليحل محل ديفو ويساهم في مطالبته. بحلول مارس، كان قد تجاوز ميدو كأفضل هداف في النادي. واصل كين إنهاء الموسم برصيد 16 هدفًا في الدوري - مما جعله رابع أفضل هداف في الدوري الإنجليزي الممتاز في ذلك الموسم. كما تم تعيينه قائد الفريق، حيث تولى القيادة في مناسبات لم يكن فيها ليدلي كينج متاحًا. شارك كين في معركة أرضية تدريب مع زميله في الفريق إدغار ديفيدز في ديسمبر 2005 ، لكن الزوجين بعد ذلك شكلا علنًا وشوهدوا يشجعون بعضهم البعض على أرض الملعب.

#### 2006-2008
في فبراير 2006، اعترف ماسيمو موراتي، مالك إنتر ورئيسه، بالأسف لترك كين يرحل بعد تأثره بأدائه في توتنهام. امتد كين التزامه مع توتنهام، حيث وقع عقدًا جديدًا مدته أربع سنوات في مارس 2006. تم تسمية كين كواحد من أعضاء فريق توتنهام العشرة الذين سحقهم نوروفيروس في 6 مايو 2006. ومع ذلك، فقد تمكن من اللعب في مباراتهم الأخيرة من الموسم ضد وست هام يونايتد.
كان لدى كين بداية بطيئة لموسم 2006-07 الذي تعرض لمزيد من النكسة بسبب إصابة في أربطة الركبة عانى منها كين ضد ميدلسبره في 5 ديسمبر 2006. كانت عودته من الإصابة بمثابة بداية العودة إلى الشكل والشراكة الديناميكية مع ديميتار برباتوف . مُنح كين وبيرباتوف بشكل مشترك جائزة أفضل لاعب في الدوري الإنجليزي لشهر أبريل 2007. أنهى كين الموسم بإجمالي 22 هدفًا في جميع المسابقات - وهو أعلى حصيلة موسم على الإطلاق في مسيرته - حيث سجل 15 هدفًا في آخر 15 مباراة له هذا الموسم.
وقع عقدًا جديدًا مدته خمس سنوات مع توتنهام في 28 مايو 2007. في 26 ديسمبر 2007، أصبح اللاعب الثالث عشر في تاريخ الدوري الذي يسجل 100 هدف في الدوري الإنجليزي . أثبت عام 2007 أنه عامًا رائعًا للمهاجم بإجمالي 31 هدفًا و 13 تمريرة حاسمة من 40 فقط بداية. سجله البالغ 19 هدفًا في الدوري في السنة التقويمية كان الأعلى من أي لاعب في الدوري الممتاز طوال عام 2007.
سجل هدفه التنافسي رقم 100 مع توتنهام في الفوز 2-0 على سندرلاند في 19 يناير 2008، ليصبح خامس عشر لاعب توتنهام يحقق هذا الإنجاز. في 24 فبراير 2008 ، حصل على أول تكريم له كلاعب حيث فاز فريقه توتنهام بأول نهائي كأس رابطة أن يلعب على ملعب ويمبلي الجديد، بفوزه على تشيلسي 2-1 بعد وقت إضافي. في 12 أبريل 2008، ظهر كين للمرة رقم 250 مع توتنهام في التعادل 1-1 مع ميدلسبره. أنهى كين موسم 2007-08 على قدم المساواة مع برباتوف في صدارة هدافي توتنهام، برصيد 23 هدفًا في جميع المسابقات. أهدافه الـ 15 في الدوري الإنجليزي الممتاز جعلت منه أول لاعب في توتنهام يسجل أرقامًا مزدوجة في الدوري الإنجليزي الممتاز في 6 مواسم متتالية. فاز كين بجائزة أفضل لاعب في العام ثلاث مرات خلال مسيرته مع توتنهام (2003 و 2005-2006 و2007-2008). أول لاعب يفعل ذلك.
جذب ثباته ومعدل ضرباته انتباه منافسيه في الدوري الإنجليزي الممتاز ليفربول. على الرغم من المقاومة الأولية للبيع والاتهامات بسوء السلوك، وافق توتنهام على 20.3 مليون جنيه استرليني صفقة للاعب.

### ليفربول
أعلن ليفربول علنًا عن اهتمامه بـ كين في 1 يوليو 2008. وسط اتهامات بأن ليفربول أزعج اللاعب، قدم توتنهام هوتسبير شكوى إلى الدوري الإنجليزي الممتاز بخصوص سلوك النادي. ومع ذلك، في 28 يوليو 2008، أكد توتنهام بيع كين مقابل 19 مليون جنيه استرليني (بالإضافة إلى 1.3 مليون جنيه استرليني محتمل كتعويض على أساس الأداء). وافق كين على الشروط مع ليفربول بعد ذلك بوقت قصير، حيث وقع عقدًا لمدة أربع سنوات مع نادي ميرسيسايد. عند وصوله إلى ليفربول، قال كين: "لقد كنت من مشجعي ليفربول طوال حياتي، عندما كنت طفلاً نشأ في دبلن، وكان لدي دائمًا قميص ليفربول على ظهري. لذا، أن أكون هنا الآن كلاعب في ليفربول أمر لا يصدق ولا يمكنني أن أكون أكثر سعادة ". بعد النقل، سحب توتنهام شكواه الرسمية ضد ليفربول بعد أن قدم النادي تبرعًا لمؤسسة توتنهام هوتسبير واعتذر عن سلوكه قبل الصفقة. صرح دانيال ليفي رئيس توتنهام علنًا بعدم رضاه، قائلاً إنه أُجبر على نقل اللاعب بسبب تدخل ليفربول.
تم منح كين الرقم 7 في الفريق، وسجل هدفه الأول مع ليفربول في 1 أكتوبر 2008 في فوز دوري أبطال أوروبا ضد أيندهوفن في آنفيلد. وسرعان ما تبع الهدف الثاني في دوري أبطال أوروبا بتسجيل كين الهدف الافتتاحي في تعادل ليفربول 1–1 مع أتلتيكو مدريد. كانت أهداف الدوري الإنجليزي أقل توقعًا لكنه سجل هدفين لليفربول ضد وست بروميتش ألبيون في 8 نوفمبر.
مرت ستة أسابيع قبل أن يسجل كين هدفًا جديدًا، لكنه كان هدفًا حاسمًا ضد آرسنال، مما منح ليفربول التعادل 1-1 خارج أرضه ضد منافسيه في الدوري. في مباراة الدوري الإنجليزي الممتاز التالية ضد بولتون، سجل كين هدفين آخرين في الدوري ليحقق فوزًا 3-0 لليفربول. خلال فترة الانتقالات في يناير، قدم توتنهام هوتسبير مقاربة للمهاجم وقبل ليفربول العرض، مما سمح للايرلندي بالعودة إلى ناديه السابق مقابل رسوم قدرها 12 مليون جنيه إسترليني، أي أقل بمقدار 7 ملايين جنيه إسترليني مما دفعه ليفربول له.

### العودة إلى توتنهام هوتسبر
عاد كين إلى توتنهام في 2 فبراير 2009، ووقع مقابل رسوم أساسية قدرها 12 مليون جنيه استرليني، ويحتمل أن يرتفع إلى 16 مليون مع الإضافات. تعني الصفقة أن رسوم التحويل التراكمية المدفوعة لكين خلال مسيرته بلغت حوالي 75 مليون جنيه استرليني. وقع عقدًا لمدة أربع سنوات مع نادي شمال لندن. كان كين واحدًا من ثلاثة لاعبين عادوا إلى توتنهام خلال فترة الانتقالات ، جنبًا إلى جنب مع جيرمين ديفو باسكال شيمبوندا. كما تم تعيينه نائباً لقائد توتنهام بعد أسبوع، بعد أن كان ينوب عن ليدلي كينج خلال فترته الأولى هناك. تم ربطه بالكأس بسبب ظهور توتنهام في نهائي كأس دوري كرة القدم 2009. سجل كين هدفه الأول منذ عودته إلى النادي في 4 مارس، وافتتح التسجيل في الفوز 4-0 على أرضه ضد ميدلسبره. وتابع ذلك بتسجيله هدفًا حيويًا آخر، هذه المرة هدف التعادل في الدقيقة الأخيرة، خارج أرضه أمام سندرلاند في تعادل 1-1 في 7 مارس.
بعد فترة وجيزة من عودة كين إلى وايت هارت لين، قامت شركة القطارات فيرجن للقطارات بنشر إعلان يحمل شعار "عودة ليفربول إلى لندن أسرع من روبي كين". عند عودته إلى ليفربول في اليوم الأخير من الموسم، سجل في الهزيمة 3-1. تلقى استقبالًا حارًا بشكل عام من الجماهير على الرغم من تسجيله ضدهم.
في 31 يوليو 2009، قاد كين توتنهام للفوز بكأس الدوري الممتاز آسيا في مسابقة قبل الموسم في الصين. سجل هدفين في الفوز 3-0 على هال سيتي داخل ملعب العمال. في 26 سبتمبر 2009، سجل كين أربعة أهداف في الفوز 5-0 على بيرنلي. خلال مباراة الدور الرابع من كأس رابطة الأندية توتنهام، سجل كين أحد هدفين ضد إيفرتون في 27 أكتوبر 2009 على ملعب وايت هارت لين. واصل تألقه التهديفي بآخر ضد سندرلاند في فوزه 2-0 على أرضه في 7 نوفمبر 2009.

### الإعارة لسلتيك
في 1 فبراير 2010، وقع كين مع سلتيك في صفقة إعارة حتى نهاية موسم 2009-10 وحصل على القميص رقم 7، الذي كان يرتديه سابقًا جيمي جونستون وهنريك لارسون. بعد التوقيع مع سلتيك، قال كين: "النادي ضخم. أنا من مشجعي سلتيك ولم يكن عليّ أن أسأل الكثير عن ذلك. كنت أرغب دائمًا في اللعب لصالح سلتيك وهذا جيد للجميع".
ظهر لأول مرة في سلتيك في هزيمة 1-0 في 2 فبراير في ملعب رغبي بارك ‏ ضد فريق كيلمارنوك. سجل هدفه الأول مع سلتيك في فوز 4-2 في الجولة الخامسة من كأس اسكتلندا ضد دنفرملاين في إيست إند بارك. سجل هدفه الأول في الدوري الاسكتلندي الممتاز ضد أبردين في تعادل 4-4 في 13 فبراير. أثبت هدفه الأول في سيلتيك بارك أنه الفائز ضد دندي يونايتد في 20 فبراير. كانت أول مباراة في ديربي أولد فيرم لكين ضد رينجرز في 28 فبراير، حيث خسر سلتيك 1-0. في 13 مارس، سجل كين أول ثلاثية له في سلتيك في الفوز 3-0 في كأس اسكتلندا على كيلمارنوك، ثم سجل هدفين في مباراة بالدوري ضدهم بعد أسبوعين.
كانت مباراة كين قبل الأخيرة هي الفوز بديربي أولد فيرم بنتيجة 2-1 أمام رينجرز في 4 مايو وكانت آخر مباراة له مع سلتيك ضد هارتس في 9 مايو ، وسجل الهدف الأول في الفوز 2-1. وذكر أنه استمتع بوقته في سلتيك وأنه أعاد له "جوعه لكرة القدم". في 12 أبريل، تم الإعلان عن كين كأفضل لاعب في الدوري الاستكلندي الممتاز لشهر مارس 2010. في 19 أبريل 2010، تم الإعلان عن كين كأفضل لاعب في سلتيك لهذا العام.

### الإعارة لوست هام يونايتد
في 30 يناير 2011، انضم كين إلى وست هام يونايتد على سبيل الإعارة للفترة المتبقية من الموسم. ظهر كين لأول مرة مع وست هام في 2 فبراير بفوزه 3-1 على بلاكبول في طريق بلومفيلد، وسجل هدفه الأول مع الفريق. كان لدى وست هام خيار تمديد الصفقة لمدة عامين إذا تجنبوا الهبوط من الدوري الإنجليزي الممتاز. ومع ذلك، في مايو 2011 هبط وست هام وعاد كين إلى توتنهام.

### لوس أنجلوس جالاكسي

#### 2011
بعد اللعب مع فريق نيويورك كوزموس الذي تم إصلاحه حديثًا في مباراة شهادة بول سكولز، انضم كين إلى لوس أنجلوس جالاكسي من الدوري الأمريكي لكرة القدم، وأصبح أحد اللاعبين الثلاثة المعينين للنادي، جنبًا إلى جنب مع ديفيد بيكهام ولاندون دونوفان. استبدل جالاكسي لاعبه المعين الثالث السابق، خوان بابلو أنخيل، مع غريمه شيفاس يو إس إيه لإفساح المجال لكين. ظهر لأول مرة في 20 أغسطس 2011، في مباراة كلاسيكو كاليفورنيا ضد سان خوسيه إيرثكويكس، وسجل هدفه الأول لفريقه الجديد في الدقيقة 21، في فوز 2-0 في هوم ديبوت سنتر. في 13 سبتمبر، سجل هدفه الأول في دوري أبطال الكونكاكاف في خسارة دور المجموعات 2-1 أمام موناركاس موريليا من المكسيك.
أنهى جالاكسي الموسم كأبطال Western Conference (MLS) ‏، كما فازوا بـ بدرع أنصار . في 6 نوفمبر ، في أول مباراة كاملة له ، سجل كين هدفًا في الفوز 3-1 على ريال سولت ليك ليحجز مكانًا في كأس MLS 2011 . بعد أسبوعين ، ساعد في تسجيل هدف الفوز لصالح دونوفان في الدقيقة 72 من المباراة النهائية حيث فاز جالاكسي على هيوستن دينامو 1-0 على ملعبهم.
الإعارة لأستون فيلا
في 8 يناير 2012 ، وافق كين على الانتقال على سبيل الإعارة إلى أستون فيلا لمدة شهرين ، حتى بدأ الدوري الأمريكي 2012 في مارس. تدرب مع فريق فيلا في 9 و 10 يناير وأكمل الانتقال في 12.
ظهر لأول مرة في فيلا بارك بالتعادل 1-1 مع إيفرتون في 14 يناير ، حيث حل بديلاً في الدقيقة 81 لستيفن وارنوك . ثم ظهر كين لأول مرة في مباراة فيلا القادمة ضد ولفرهامبتون واندررز ، حيث سجل أول هدفين له مع النادي بما في ذلك الفائز في الفوز 3-2. في 5 فبراير ، سجل هدف التعادل ضد نيوكاسل يونايتد ، في نهاية المطاف خسارة 2-1 ، هدفه الثالث لفيلا ، في أربع مباريات بالدوري.

### العودة من الإعارة
في 18 مارس 2012 ، سجل كين هدفين في فوز 3-1 على أرضه على دي سي يونايتد لتحقيق أول فوز جالاكسي في الموسم. في يوليو ، مع خمسة أهداف بما في ذلك الأقواس المتتالية ، تم اختياره كأفضل لاعب في الدوري الأمريكي للشهر . أنهى برصيد 16 هدفًا في الموسم العادي ، والرابع في قائمة الهدافين في الدوري ، وكان واحدًا من ثلاثة مهاجمين تم اختيارهم في MLS Best XI ، إلى جانب تييري هنري وكريس ووندولوفسكي . حسم هدفاه في الفوز 4-2 على تورونتو في 22 سبتمبر مكانًا في تصفيات كأس MLS 2012 . في نصف نهائي المؤتمر ، سجل كين هدفين في مباراة الإياب 3-1 على سان خوسيه ، حيث تعافى جالاكسي من خسارة 1-0 على أرضه في المباراة الأولى. ضد سياتل ساوندرز في نهائي المؤتمر ، سجل هدفين آخرين في الفوز 3-0 ، وركلة جزاء متأخرة في الخسارة 2-1 في مباراة الإياب في CenturyLink Field . سجل كين ركلة جزاء في الدقيقة الأخيرة ليكمل الفوز 3-1 في كأس MLS 2012 ، مرة أخرى ضد هيوستن دينامو.
في بداية موسم 2013 ، في غياب دونوفان ، تمت ترقية كين إلى قائد من قبل المدرب بروس أرينا . في يوم الافتتاح ، كان له دور في كل هدف حيث فاز جالاكسي على شيكاغو فاير 4-0 على أرضه ، وصنع ثلاثية لمايك ماجي قبل أن يسجل هو نفسه في الوقت الإضافي. في 26 مايو ، سجل أول ثلاثية له في الدوري الأمريكي الممتاز في فوز 4-0 على سياتل ،  وسجل آخر في 27 أغسطس في فوز 4-2 على سولت ليك ، ووضعه في 10 أهداف لهذا الموسم. ؛  كان لاعب الشهر في الدوري في أغسطس. سجل كين هدفين في الفوز 5-0 على شيفاس في 6 أكتوبر ، وهو الهدف الأول والأخير في الفوز. للموسم الثاني على التوالي ، حصل على جائزة MLS Best XI ، تقديراً لأهدافه الـ 16 و 11 تمريرة حاسمة ، وهي الإحصائيات التي وضعته في المركزين الرابع والثالث على قوائم الهدافين.
في 6 مارس 2014 ، وقع كين على تمديد عقد جديد متعدد السنوات مع LA Galaxy. للموسم الثالث على التوالي ، وصل إلى أرقام مضاعفة في عدد الأهداف ، وسجل العاشر له في 20 يوليو في خسارة 2-1 على ملعب سبورتينغ كيه سي . سجل كين هدفه الخمسين في الموسم العادي في الدوري الأمريكي لكرة القدم يوم 28 سبتمبر ، حيث سجل حارس مرمى نيويورك ريد بولز لويس روبلز فوزًا ساحقًا بنتيجة 4-0.
في 3 ديسمبر 2014 ، حصل كين على جائزة أفضل لاعب في الدوري الأمريكي الممتاز بعد موسم سجل فيه أعلى مستوى في حياته المهنية بـ19 هدفًا و 14 تمريرة حاسمة في 29 مباراة. بعد أربعة أيام ، سجل هدف الفوز في الدقيقة 111 في كأس الدوري الأمريكي 2014 والذي فاز به جالاكسي 2-1 ضد نيو إنجلاند ريفوليوشن ليحصد لقبه الخامس القياسي. حصل كين على جائزة أفضل لاعب في كأس MLS ، على غرار جائزة رجل المباراة.
بعد الإعلان عن انضمام زميله السابق في ليفربول ستيفن جيرارد إلى جالاكسي في يوليو 2015 ، أكد كين أنه لن يسلم الكابتن. وسجل الهدف الثاني في الفوز 2-0 على ضيفه شيكاغو في مباراتهم الأولى هذا الموسم في 7 مارس. في 17 يونيو ، سجل كين ثلاثية في الجولة الرابعة من كأس أمريكا المفتوحة لامار هانت ، حيث فاز جالاكسي 6-1 ضد هواة الدرجة الخامسة PSA Elite . في 5 يوليو ، سجل كين ثلاثية في الفوز 4-0 على تورونتو. بعد اثني عشر يومًا ، في أول مباراة لجيرارد ، سجل ثلاثة أهداف للمباراة الثانية على التوالي بما في ذلك ركلتي جزاء مع تسجيل جيرارد أيضًا في الفوز 5-2 على سان خوسيه.
في 6 مارس 2016 ، سجل كين هدفًا من ركلة جزاء في المباراة الافتتاحية للدوري 2016 ؛ فوز 4-1 على أرضه ضد دي سي يونايتد. وأتبع ذلك بركلة جزاء ناجحة أخرى في 19 مارس في الفوز 3-1 على أرضه ضد سان خوسيه. بعد غيابه عن خمس مباريات بسبب إصابة في الركبة ، عاد كين في 8 مايو لمواجهة نيو إنجلاند ريفولوشن وسجل هدفين في الفوز 4-2 على أرضه. سجل كين هدفه رقم 80 في الدوري الأمريكي في 23 يوليو في فوز 2-1 خارج أرضه على بورتلاند تيمبرز بضربة بسيطة من مسافة قريبة. في 11 سبتمبر ، سجل هدف جالاكسي الرابع في فوزه 4-2 على أرضه على أورلاندو سيتي. سجل هدفين في هزيمة 4-2 على أرضه ضد سياتل ساوندرز في 25 سبتمبر لهدفيه التاسع والعاشر هذا الموسم. في نوفمبر ، صرح كين بأنه سيغادر لوس أنجلوس جالاكسي بعد انتهاء عقده في نهاية الموسم ، لكنه لن يتقاعد. في المجموع ، سجل 104 هدفًا في 165 مباراة خلال مواسمه الستة مع النادي وكانت آخر مباراة له هي الهزيمة بركلات الترجيح في كأس MLS أمام كولورادو رابيدز في 6 نوفمبر 2016.

### أتلتيكو كلكتا
في 4 أغسطس 2017 ، وقع كين لفريق أتلتيكو كلكتا في الدوري الهندي للانضمام إلى زميله السابق تيدي شيرينغهام ، المدرب الرئيسي للفريق. وقال إن فرصة اللعب في دوري جديد نالت إعجابه. تم تكليفه بالقميص رقم 10 وتعيينه كقائد للنادي . ومع ذلك ، فقد تعرض لإصابة في وتر العرقوب خلال معسكر تدريبي قبل الموسم في دبي واضطر إلى العودة إلى المنزل لتلقي العلاج ، مما أدى إلى استبعاده من الملاعب حتى ديسمبر. تم تعيين المدافع الإسباني جوردي كقائد للفريق في غيابه. في 7 ديسمبر ، ظهر لأول مرة مع الفريق ، حيث حل بديلاً في الدقيقة 61 في المباراة التي خسر فيها 3-2 أمام تشينايين . في 23 ديسمبر ، سجل هدفه الأول في الفوز 1-0 على دلهي ديناموس 
تم تعيين كين لاعبًا - مدربًا لأتلتيكو كلكتا في مارس 2018 بعد أن أقيل شيرينغهام وبديله أشلي ويستوود مع إنهاء أتلتيكو كلكتا خارج التصفيات. سجل الهدف الوحيد في الفوز 1-0 على نورث إيست يونايتد في أول ظهور له كمدرب ، وهو ما يكفي لإنقاذهم من المركز الأخير. بعد خوض المباريات الثلاث الأخيرة بصفته لاعبًا - مديرًا ، قرر كين مغادرة النادي في نهاية الموسم وذكر أنه سيأخذ بعض الوقت للنظر في خياراته.
أعلن كين اعتزاله رسميًا في 28 نوفمبر 2018.

## مسيرته مع المنتخب
بقيادة المدرب بريان كير فازت جمهورية أيرلندا ببطولة أمم أوروبا تحت 17 سنة وتحت 18 سنة في عام 1998، وكان كين جزءًا من منتخب أيرلندا تحت 18 سنة. في عام 1999، لعب في كأس العالم للشباب تحت 20 سنة في نيجيريا، حيث وصلت أيرلندا إلى دور الـ16 قبل أن يخرج الفريق بركلات الترجيح أمام أصحاب الأرض. كانت أول مباراة دولية له مع جمهورية أيرلندا ضد جمهورية التشيك في أولوموك في مارس 1998. سجل أول أهدافه الدولية الكبيرة ضد مالطا في أكتوبر من ذلك العام.
تم اختيار كين من قبل المدرب ميك مكارثي كجزء من تشكيلة جمهورية أيرلندا لكأس العالم 2002، وسجل ثلاثة أهداف في مباريات أيرلندا الأربع. سجل كين هدف التعادل في الوقت بدل الضائع ضد ألمانيا في مباراة دور المجموعات. كان هذا هو الأول من بين ثلاثة أهداف فقط استقبلتها ألمانيا في البطولة (تم تسجيل الهدفين الآخرين في المباراة النهائية من قبل البرازيلي رونالدو). في مباراة دور الـ16 ضد إسبانيا، سجل كين ركلة جزاء في اللحظة الأخيرة ليبدأ الوقت الإضافي وركلات الترجيح، لكنه خسر في النهاية 3-2 بركلات الترجيح.
أصبح كين هداف أيرلندا خلال مباراة ضد جزر فارو في 13 أكتوبر 2004 عندما سجل هدفيي الـ 22 والـ 23 مع المنتخب، محطمًا الرقم القياسي لنيال كوين الذي سجل الـ 21 هدفا.
قاد كين الفريق إلى المركز الثاني في حملة التصفيات المؤهلة لكأس العالم 2010. وسجل هدفه الدولي الأربعين ضد قبرص، بضربة رأس في الدقيقة 83 ، والتي ضمنت الفوز 2-1 لجمهورية أيرلندا. إلى جانب ديميتار برباتوف ، تصدّر جدول التهديف في المجموعة المؤهلة برصيد 5 أهداف في 10 مباريات. جاء هدفه الدولي رقم 41 في المباراة الفاصلة لكأس العالم 2010 المثيرة للجدل مع فرنسا في 18 نوفمبر 2009. كان هذا هو هدفه السادس والعشرون في منافسات دولية (غير ودية).

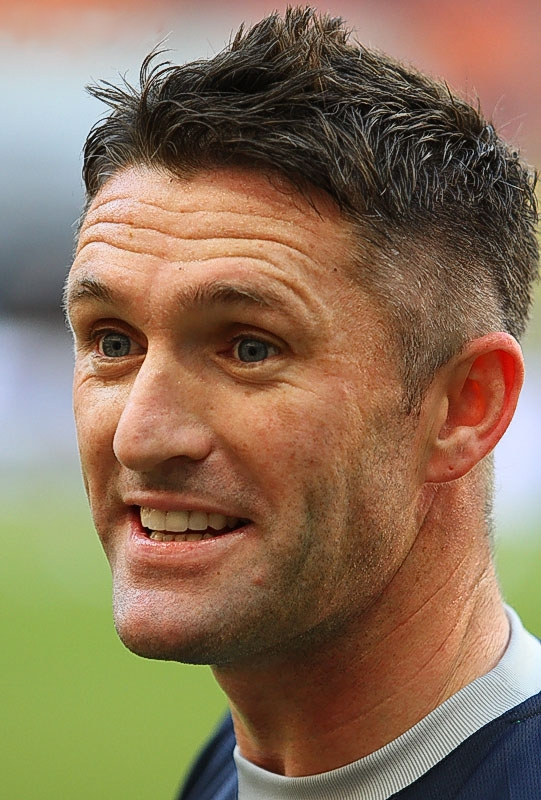
كين مع جمهورية أيرلندا عام 2011 قبل مباراة روسيا

فاز كين مباراته رقم 100 ضد الأرجنتين في هزيمة ودية 1-0 في 11 أغسطس 2010. كانت هذه المباراة أيضًا أول مباراة دولية لكرة القدم على ملعب أفيفا الجديد . سجل هدفه الدولي الـ 45 ضد روسيا في أكتوبر 2010. كانت هذه هي المرة الأولى التي تخسر فيها جمهورية أيرلندا مباراة سجل فيها كين هدفًا. في السابق ، فازت جمهورية أيرلندا بـ 26 مباراة وتعادلت في 10 من أصل 36 مباراة سجل فيها كين هدفًا. عادل الرقم القياسي الذي سجله آندي تاونسند في معظم المباريات كقائد لجمهورية أيرلندا (40) في 26 مارس 2011 وسجل أيضًا هدفًا في هذه العملية.
شارك كين في افتتاح كأس الأمم لجمهورية أيرلندا ، والذي أقيم في فبراير ومايو 2011. أنهى البطولة بصفته هدافًا ، رغم أنه لم يلعب في مباراتهم الأولى ضد ويلز . سجل كين ثلاثة أهداف في المجموع ، هدفان ضد أيرلندا الشمالية في فوز 5-0 ، وما ثبت أنه هدف الفوز في البطولة في الفوز 1-0 على اسكتلندا . خرجت جمهورية أيرلندا من المنافسة منتصرة ، بعد فوزها في جميع مبارياتها الثلاث دون أن تهتز شباكها أي هدف.
بعد بطولة مخيبة للآمال في بولندا، رفع كين رصيده الدولي إلى 54، مع ركلة جزاء في الدقيقة 89 ضد كازاخستان في المباراة الافتتاحية لجمهورية أيرلندا في تصفيات كأس العالم 2014 . ترك هذا النتيجة عند 1–1 قبل أن يضمن هدف كيفن دويل بعد دقيقة بداية الفوز للحملة. في 2 يونيو 2013، سجل كين الهدفين الثالث والرابع من المباراة ، وهدفه 55 و 56 لجمهورية أيرلندا، ضد جورجيا في فوز 4-0.
في 7 يونيو 2013، لعب كين مباراته رقم 126 لجمهورية أيرلندا وأصبح صاحب الظهور القياسي الجديد، محطمًا الرقم القياسي السابق لشاي جيفن بـ 125 مباراة. كما سجل ثلاثية له في مسيرته الدولية في نفس المباراة ضد جزر فارو وسجل أهدافه 57 و 58 و 59 في الفوز 3-0 لجمهورية أيرلندا. سجل كين هدفه الدولي رقم 60 ضد السويد في 6 سبتمبر 2013، في خسارة 2-1. ذهب ليسجل هدفيه 61 و 62 لجمهورية أيرلندا ضد كازاخستان في 15 أكتوبر 2013 في فوز 3-1 وضد لاتفيا بعد شهر في فوز 3-0، لعبت كلتا المباراتين في دبلن.
أضاع كين فرصته في تسجيل هدفه رقم 63 ضد كوستاريكا في فيلادلفيا في 6 يونيو 2014 عندما أضاع ركلة جزاء في مباراة ودية. كان أعلى هداف دولي بين اللاعبين النشطين بعد اعتزال ميروسلاف كلوزه في 2014. في 11 أكتوبر 2014، سجل ثالث ثلاثية دولية له، أهدافه 63 و 64 و 65 ، في فوز 7-0 في التصفيات الأوروبية ضد جبل طارق في ملعب أفيفا. واختتمت الثلاثية بضربة جزاء في الدقيقة 18. قاده هذا إلى تسجيل رقم قياسي بلغ 21 هدفًا في تصفيات بطولة أوروبا، متجاوزًا الـ20 هدفًا التي سجلها التركي هاكان شوكور. ووسع لاحقًا رصيده إلى 23 هدفًا ، على الرغم من كسر الرقم القياسي البرتغالي كريستيانو رونالدو في 10 سبتمبر 2019.
تم اختيار كين في تشكيلة المدرب مارتن أونيل المكونة من 23 لاعباً لبطولة كأس الأمم الأوروبية 2016 في ما سيكون آخر ظهور له في البطولة الكبرى لجمهورية أيرلندا. ومع ذلك، فقد اقتصر على دور البدلاء ولعب 23 دقيقة فقط ضد السويد وبلجيكا على التوالي.
في 24 أغسطس 2016، أعلن كين اعتزاله كرة القدم الدولية. كانت آخر مباراة له مع جمهورية أيرلندا مباراة ودية ضد عمان في 31 أغسطس 2016 على ملعب أفيفا. خرجت جمهورية أيرلندا منتصرة 4-0 ووقع كين بهدف ليعادله مع الألماني جيرد مولر في 68 هدفاً دولياً. تلقى تصفيق حار من الجمهور عندما تم استبداله في الدقيقة 57. كما حصل كين على حارس شرف من زملائه في فريق جمهورية أيرلندا بعد انتهاء المباراة وغادر الملعب مع ولديه لتصفيق حار من جماهير الفريق المضيف.

## مسيرته في التدريب
في مارس 2018 ، تم تعيين كين لاعبًا - مديرًا لأتلتيكو كلكتا بعد أن أقيل شيرينغهام وبديله أشلي ويستوود مع إنهاء أتلتيكو كلكتا خارج التصفيات. سجل الهدف الوحيد في الفوز 1-0 على نورث إيست يونايتد في أول ظهور له كمدرب، وهو ما يكفي لإنقاذهم من المركز الأخير. بعد خوض المباريات الثلاث الأخيرة كلاعب-مدير ، قرر كين مغادرة النادي في نهاية الموسم.
في نوفمبر 2018 ، وافق كين على العمل كمدير مساعد للمنتخب الوطني لجمهورية أيرلندا، تحت إدارة ميك مكارثي المعين حديثًا.
في يونيو 2019 ، قبل الأدوار المزدوجة لمساعد مدير ميدلسبره في البطولة والمنتخب الوطني لجمهورية أيرلندا . عرض عليه زميله السابق جوناثان وودجيت ، الذي تم تعيينه مديرًا للنادي الذي يتخذ من تيسايد مقرًا له، الدور كجزء من فريق تدريب تم تجديده. في 23 يونيو 2020 ، ترك كين دوره كمدير مساعد بعد انتهاء عقده لمدة عام خلال جائحة كورونا.
بعد تعيين ستيفن كيني كمدير لجمهورية أيرلندا في أبريل 2020 ، ومع بقاء عامين على عقد FAI الخاص به ، تم استبعاد كين من منصب مساعد مدير جمهورية أيرلندا حيث أحضر كيني فريقه الخاص. منذ تعيين كيني، ظل كين مدرجًا في كشوف رواتب موظفي FAI ، حيث حصل على 250 ألف يورو سنويًا ولكن بدون دور ، بينما استمرت المناقشات حول مستقبله.
أكمل كين مؤهلات تدريب UEFA ، وحصل على ترخيص UEFA PRO.

## روابط خارجية
- روبي كين على موقع الاتحاد الدولي (مؤرشف)  (الإنجليزية)
- روبي كين على موقع الاتحاد الأوربي (الإنجليزية)
- روبي كين على موقع الدوري الأمريكي (الإنجليزية)
- روبي كين على موقع إي إس بي إن إف سي (الإنجليزية)
- روبي كين على موقع قاعدة بيانات كرة القدم.إي يو (الإنجليزية)
- روبي كين على موقع ليكيب (الفرنسية)
- روبي كين على موقع ناشيونال فوتبول تيمز (الإنجليزية)
- روبي كين على موقع Soccerbase.com (لاعب) (الإنجليزية)
- روبي كين على موقع Soccerway.com (الإنجليزية)
- روبي كين على موقع عالم كرة القدم.نت (الإنجليزية)